# Interactieve fictie
Interactieve fictie, vaak afgekort tot IF, is een tekstgebaseerd computerspel dat een omgeving simuleert waarin een speler de verhaallijn kan beïnvloeden. Interactieve fictie kan gezien worden als een combinatie van literatuur en computerspel. Het wordt ook wel tekstadventure genoemd. Als genre maakt het een onderdeel uit van het adventure-genre: spellen waarbij de speler een personage in een bepaalde omgeving is en op situaties reageert door de computer opdrachten te geven. De meeste (tekst)adventures zijn dan ook 'turn-based'.

## Computerspellen
Het eerste populaire interactieve fictiespel was een avonturenspel. De oorspronkelijke vorm daarvan is de tekstadventure, een spel dat uitsluitend tekst gebruikt voor invoer en uitvoer.
Als commercieel product bereikte de tekstadventure zijn hoogtepunt in de jaren 80 van de twintigste eeuw. Met name de spellen van Infocom waren toen heel populair. Door de opkomst van beeld en geluid in spellen nam de populariteit van het genre snel af. Daarna zijn er echter verschillende geavanceerde softwarepakketten ontwikkeld voor het schrijven van interactieve fictie, die via het internet gratis ter beschikking werden gesteld. Hierdoor is vanaf de jaren 90 een  internetgemeenschap ontstaan die jaarlijks meer dan 200 nieuwe werken produceert. Gedeeltelijk zijn dit klassieke tekst adventures; maar er worden ook meer artistieke en experimentele werken geschreven.
Tegenwoordig wordt de meer omvattende term interactieve fictie geprefereerd boven adventure, omdat niet alle interactieve fictie draait om het oplossen van puzzels en het beleven van avonturen.
Interactieve fictie (als literatuur) bestaat uit diverse vormen niet-lineaire of collaboratieve fictie. Voorbeelden zijn de Choose Your Own Adventure-boeken.